# William Bade

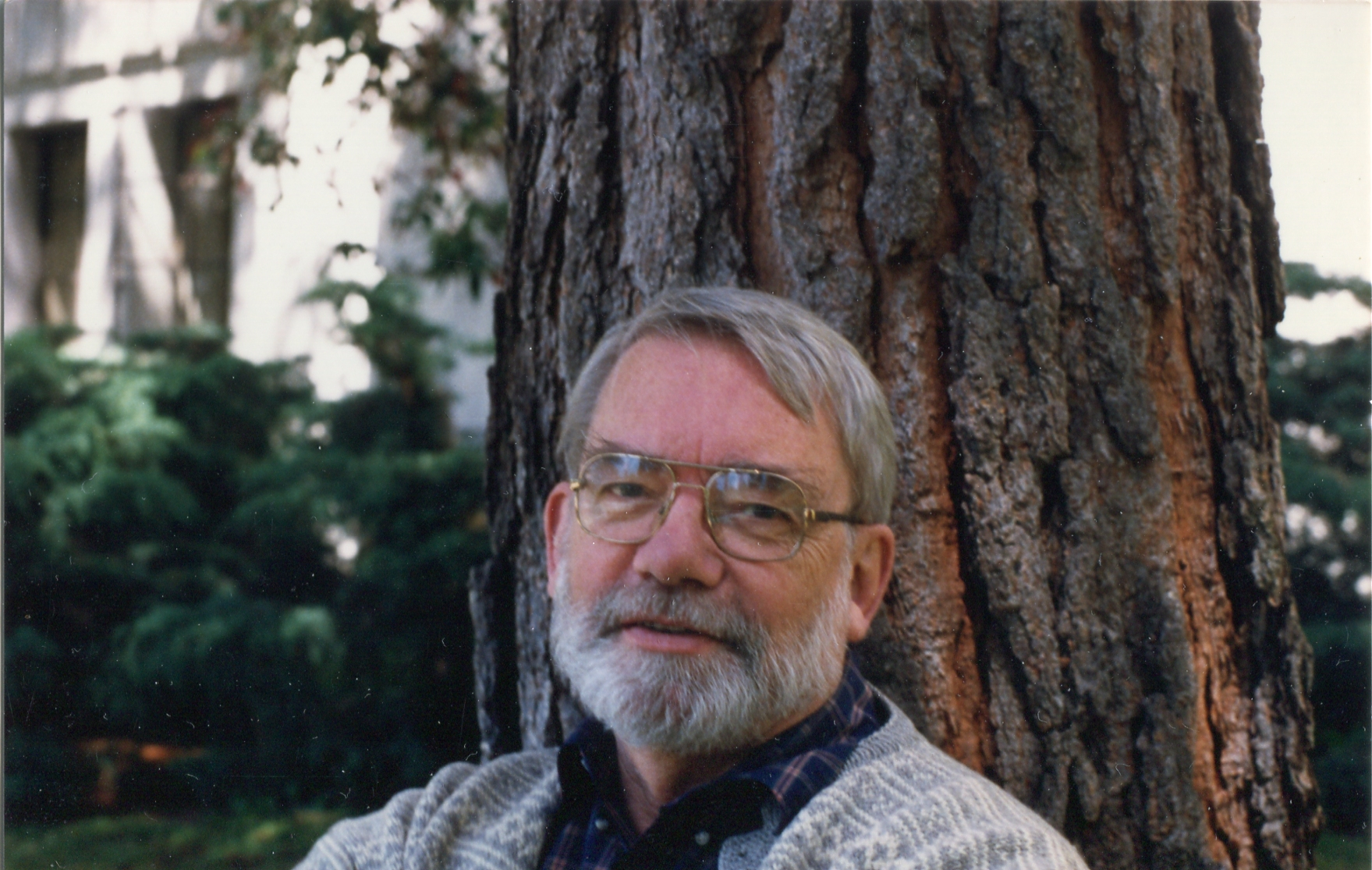
William Bade, 1988

William George Bade (* 29. Mai 1924 in Oakland, Kalifornien; † 10. August 2012) war ein US-amerikanischer Mathematiker, der sich mit Banach-Algebren und Funktionalanalysis befasste.
William Bade studierte am Caltech (California Institute of Technology) mit dem Bachelor-Abschluss 1945 und an der University of California, Los Angeles, mit dem Master-Abschluss 1948 und der Promotion bei Angus Taylor 1951 (Dissertation: An Operational Calculus for Operators with Spectrum Confined to a Strip). Als Postdoktorand war er von 1952 bis 1955 an der Yale University, wo er Philip C. Curtis traf, mit dem er sich befreundete und mathematisch eng zusammenarbeitete. 1955 wurde er Assistant Professor in Berkeley und erhielt dort 1964 eine volle Professur. Lange Zeit war er stellvertretender Leiter der Graduate Studies. 1991 wurde er emeritiert.
Mit Curtis war er ein Pionier im Studium radikaler Banach-Algebren, eine unendlich-dimensionale Verallgemeinerung der Ringe nilpotenter Matrizen.
Er war seit 1942 mit Elly Bade verheiratet und hatte sechs Kinder.

## Schriften (Auswahl)
- mit  Harold G. Dales, K. B. Laursen: Multipliers of radical Banach algebras of power series, Memoirs AMS 1984
- mit H. G. Dales, Z. A. Lykova:  Algebraic and strong splittings of extensions of Banach algebras, Memoirs AMS 1999